# Памашнур
Памашну́р (рос. Памашнур, марій. Памашнур) — присілок у складі Куженерського району Марій Ел, Росія. Входить до складу Шорсолинського сільського поселення.
Стара назва — Помашнур.

## Населення
Населення — 78 осіб (2010; 83 у 2002).
Національний склад (станом на 2002 рік):
- марі — 81 %